# Astragalus andersonii
Espèce
Astragalus andersonii est une espèce de plantes à fleurs de la famille des Fabaceae. C'est une plante herbacée originaire des États-Unis en Amérique du Nord.

## Description

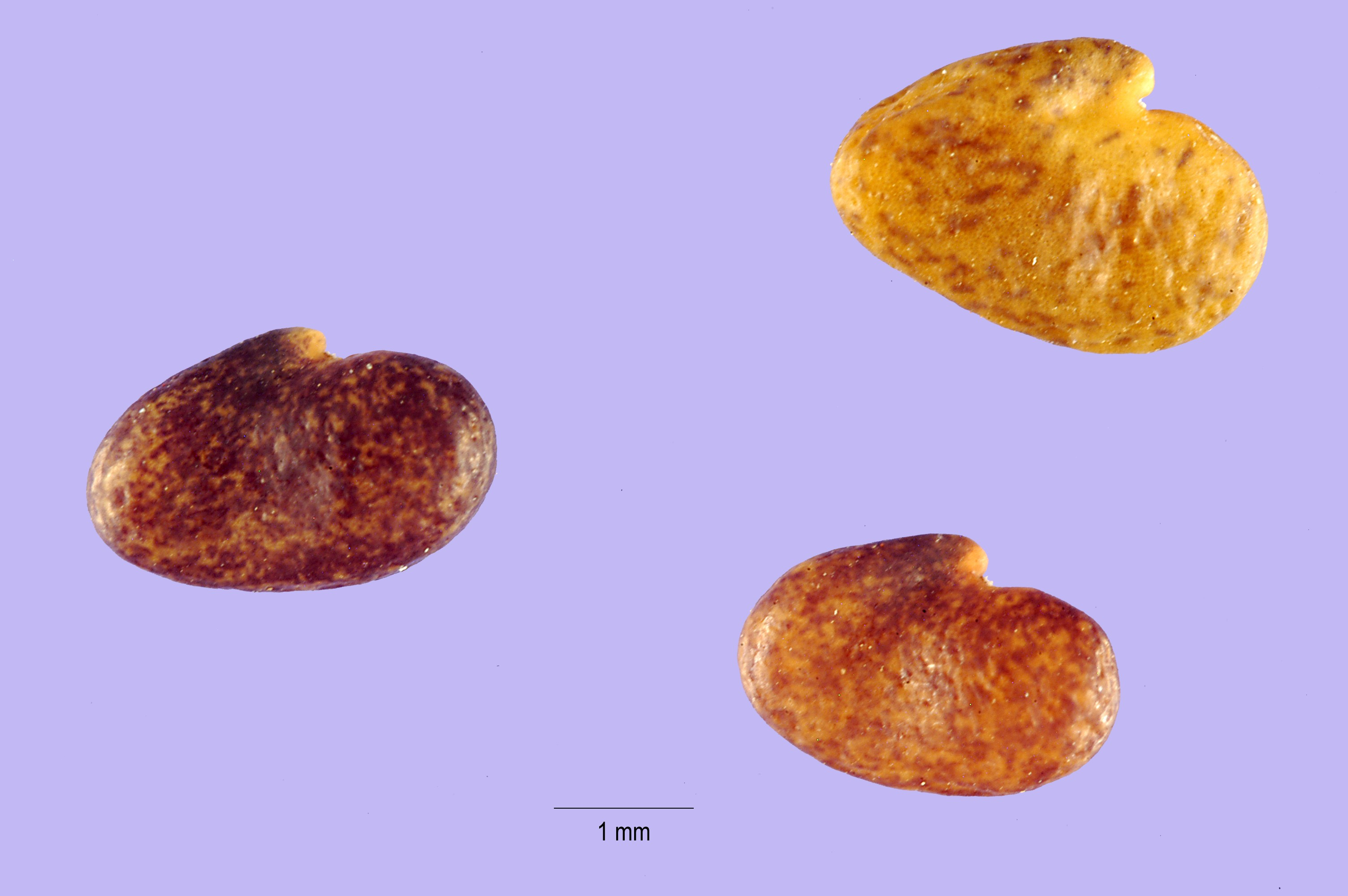
Graines dAstragalus andersonii.

Cette astragale est une plante herbacée pérenne. 

## Répartition et habitat
Elle est originaire des États-Unis, en Californie et au Nevada.